# 천정훈
천정훈(?~)은 대한민국의 공학자이자 미국 매사추세츠 공과대학교 석좌교수이다.
1976년 서울대학교 기계공학과를 졸업하고, 미국 MIT에서 박사학위를 받았고 액적기반생산공정, 주조 스캐닝 공정 및 반도체의 무결점 화학-기계적 연마 공정 등을 세계최초로 개발했다.
2015년 서울대학교 공과대학의 '올해의 자랑스러운 공대 동문상' 수상자로 선정되었다.

## 생애
1976년 서울대학교 기계공학과를 졸업하고, 대한민국에서 잠시 직장생활을 하다 1977년 캐나다로 이민을 떠난 후 다시 학업을 시작해 1980년 오타와 대학에서 석사학위를 받았다. 이어 1984년 MIT공대에서 박사학위를 취득한 후 Sutek이라는 미국 현지 기업에서 부사장으로 5년간 일했다. 이후 매사추세츠 공과대학교로 돌아가 기계공학과 교수로 현재까지 활동하고 있다.
새로운 물질 개발 및 생산, 그리고 엔지니어링 관련 경영 분야에 주로 관심을 두고 있으며 지식경제부 산하 R&D자문단에 해외 석학 자격으로 참여하였다. 특히 메카트로닉스 부문의 세계적인 권위자이다. 메카트로닉스란 전기와 기계, 전자를 하나로 융합하는 것을 말한다. 예를 들면 에어백이 작동하기 위해서는 충돌이 발생했다는 것을 인지하는 센서가 필요하고, 센서가 작동했을 때 에어백을 터뜨려주는 기술도 필요하다. 천천히 바람이 빠지도록 설계도 해야 한다. 센서, 소프트웨어, 기계장치 등을 융합하는 것이 메카트로닉스이다.
천정훈 교수는 서남표 카이스트 총장과 동료이자 멘토로 친분을 유지하고 있으며, 삼성전자와 현대자동차 등 국내 대기업과도 직원 대상 강연을 하는 등 인연을 맺고 있다.

## 가족
슬하에 미국에서 의대를 졸업하고 현재 레지던트 과정을 밟고 있는 딸과 미국에서 법대를 졸업하고 현지 법무법인에 취직한 아들 등 1남 1녀를 두고 있다.